# Batalla de Jasmund
La Batalla naval de Jasmund tuvo lugar entre  las armadas danesa y prusiana el 17 de marzo de 1864 durante la Segunda Guerra de Schleswig.
La acción tuvo lugar al este de la península de Jasmund en la isla prusiana de Rügen, durante un intento prusiano de debilitar el bloqueo danés en el Mar Báltico. En una acción que duró dos horas, la superior escuadra danesa obligó a los prusianos a retirarse.
La flota danesa en el Báltico, comandada por el contraalmirante Edvard van Dockum, era muy superior en tamaño y potencia a la flota prusiana. 
El navío de línea Skjold y cinco barcos más pequeños fueron enviados a bloquear Swinemünde y Stettin, el buque de guerra acorazado Dannebrog y cinco barcos sin blindaje bloquearon Danzig. 
El almirante príncipe Adalberto de Prusia, comandante de la Armada de Prusia, comenzó los planes para una operación contra el bloqueo, que sería dirigida por el capitán Eduard von Jachmann.
A mediados de marzo, los barcos prusianos estaban listos para la acción  el príncipe Adalberto ordenó a Jachmann que realizara un reconocimiento de la fuerza de bloqueo el 16 de marzo. Mientras tanto, el escuadrón de Dockum había llegado a Swinemünde dos días antes. Arcona y Nymphe patrullaron por Greifswald, 
Jachmann vio tres barcos alrededor de las 15:30, pero no hubo tiempo suficiente antes del anochecer para atraparlos. En cambio, Jachmann volvió a Swinemünde, con la intención de volver a intentarlo al día siguiente.

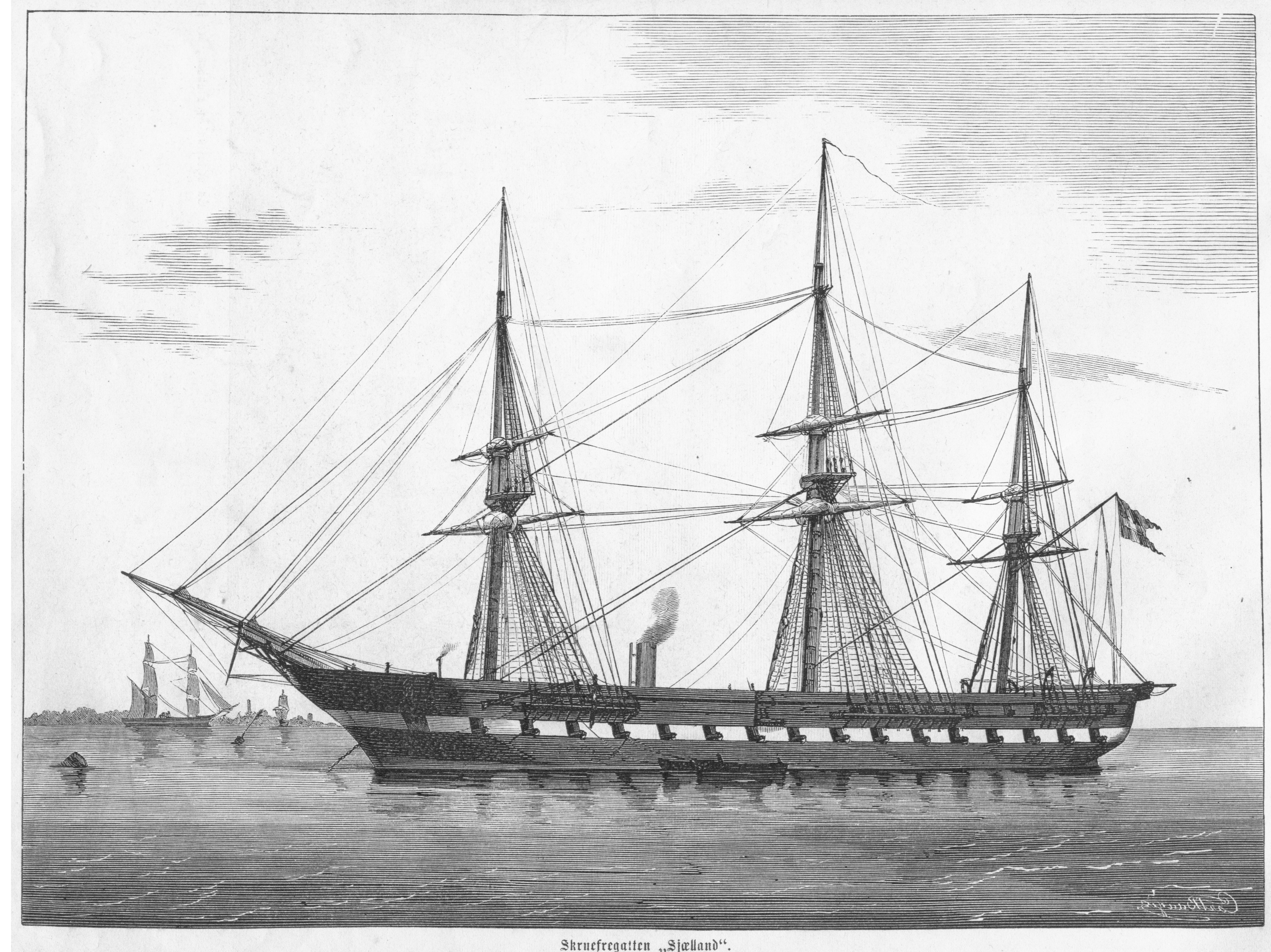
La fragata de tornillo Sjælland, el buque insignia danés

## La batalla

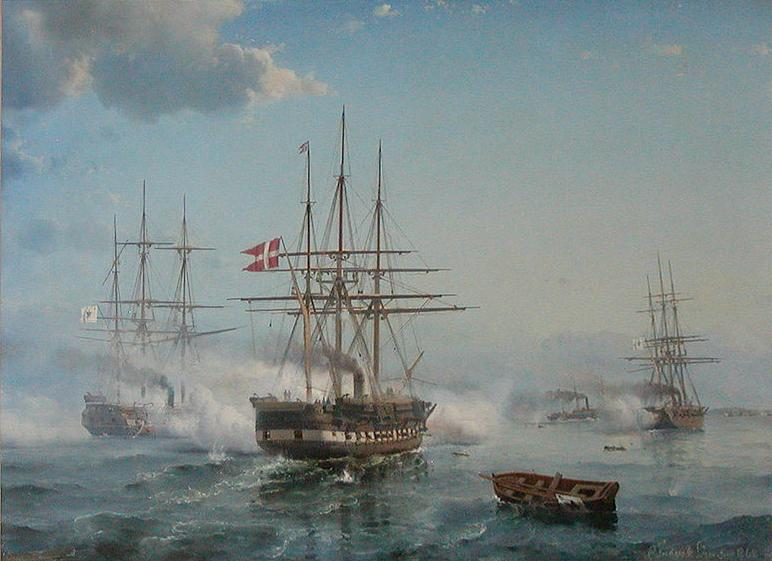
Buques de guerra daneses y prusianos luchando frente a Swinemünde

En la mañana del 17 de marzo, el príncipe Adalberto envió el escuadrón de Jachmann para atacar el bloqueo danés. Los barcos partieron de la desembocadura del Oder a las 7:30 e inicialmente navegaron los vigías a bordo de los barcos vieron humo hacia el noroeste alrededor de las 13:15. Los prusianos continuaron hacia la isla de Rügen; frente a la península de Jasmund.
A las 14:30, Arcona abrió fuego, teniendo como objetivo la fragata Sjælland ; unos minutos más tarde, después de que Sjælland cerrara a 1600 yardas (1463,0 m), Dockum giró su buque insignia a estribor y comenzó a disparar andanadas contra Arcona. Jachmann también giró a Arcona a estribor, al darse cuenta de la fuerza del escuadrón danés. No informó a los capitanes de Nymphe y Loreley de su decisión de retirarse, y continuaron navegando hacia el este durante varios minutos antes de aceptar su maniobra. En ese momento, Dockum desvió el fuego hacia Nymphe y anotó varios golpes, incluido el daño a su embudo que redujo su velocidad temporalmente. Dockum intentó adelantar y aislar a Nymphe y Loreley de Arcona, pero la tripulación ' Nymphe pudo reparar rápidamente el daño que había sufrido, lo que le permitió aumentar la velocidad, aunque siguió recibiendo golpes.
Después de las 15:00, Tordenskjold llegó desde el norte y, mientras navegaba hacia el sur para unirse al escuadrón de Dockum, fue atacada a larga distancia por las cañoneras prusianas a las 15:40. Mientras continuaba hacia el sur, disparó andanadas a las cañoneras pero, por lo demás, las ignoró y ninguno de los bandos anotó ningún impacto. A partir de entonces, las cañoneras se retiraron, aunque Hay se averió y requirió un remolque de regreso a Stralsund. Mientras tanto, Loreley y Nymphe fueron atacados intensamente por el escuadrón danés que los perseguía; a las 16:00 Loreley partió hacia el oeste hacia Stralsund y Dockum le permitió partir, prefiriendo continuar tras las corbetas de Jachmann. Ambos lados continúan atacándose entre sí hasta que controlaron el fuego alrededor de las 16:45 a medida que el alcance aumentaba demasiado. A las 18:00, Dockum terminó la persecución y partió hacia el este, lo que permitió a Jachmann regresar a Swinemünde.

## Secuelas

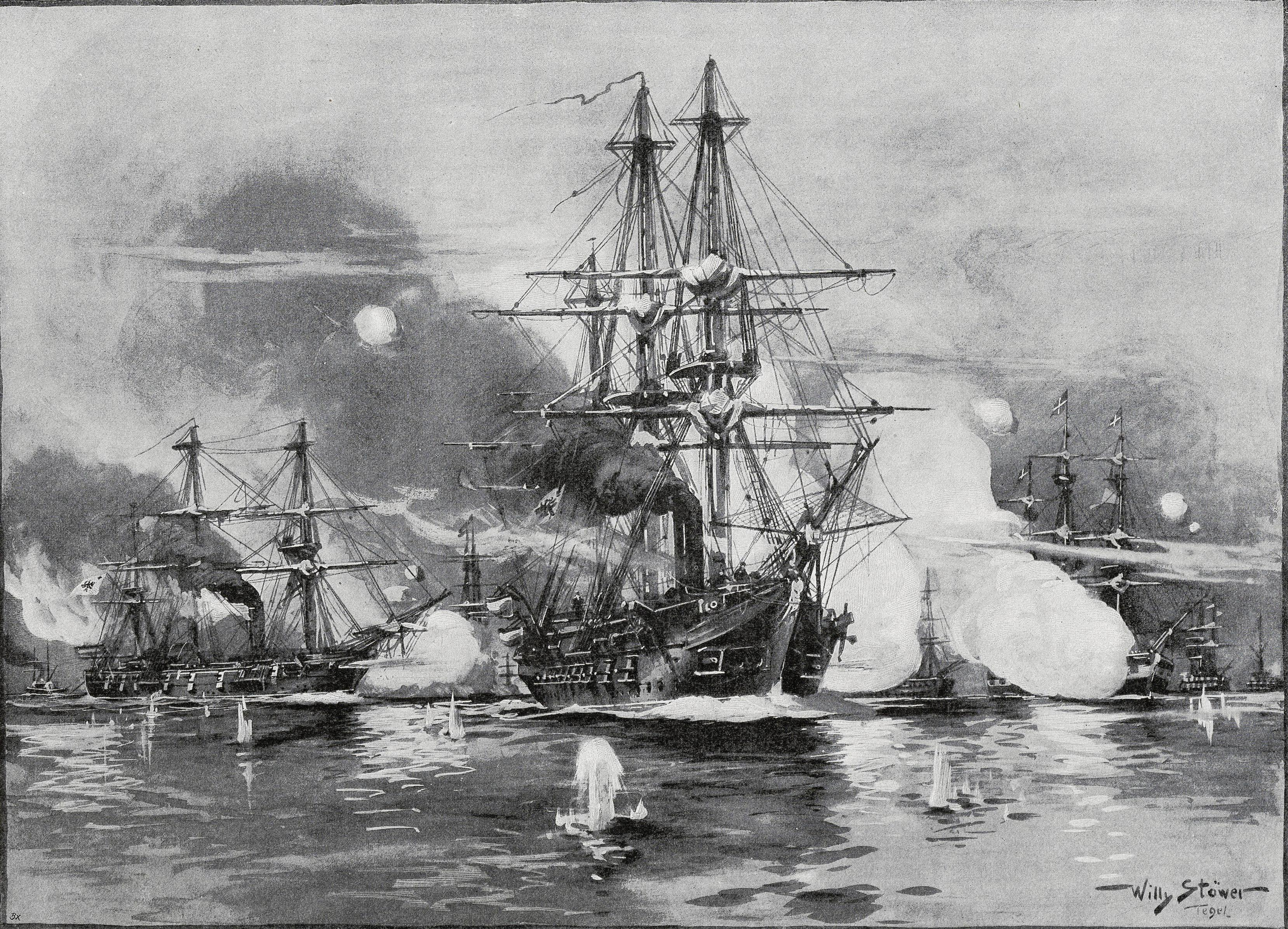
Pintura de la batalla, que representa al escuadrón prusiano

Las pérdidas danesas fueron seis muertos y dieciséis heridos, todos en la fragata Sjælland. Los barcos prusianos sufrieron bajas menores; tres hombres murieron a bordo del Arcona y tres más resultaron heridos. Dos hombres murieron y cuatro resultaron heridos a bordo del Nymphe, y sólo un hombre resultó herido a bordo del Loreley. Nymphe fue el barco más dañado de ambos lados, habiendo sido golpeado diecinueve veces en su casco, cuatro veces en su superestructura y cincuenta veces en sus mástiles y aparejos. 
A pesar de haberse visto obligado a huir, Jachmann fue ascendido al rango de contraalmirante por sus acciones durante la batalla. Los prusianos realizaron varias patrullas más en el Báltico, pero se negaron a buscar un enfrentamiento campal con la flota danesa,

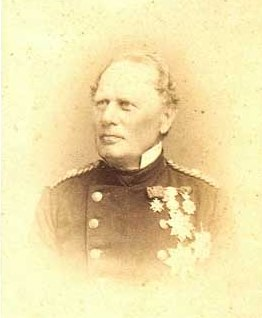
Carl Edvard van Dockum